# Harsha Bharathakoti
Harsha Bharathakoti, noto anche come Harsha Bharatkoti (Hyderabad, 7 febbraio 2000), è uno scacchista indiano.
Ha ottenuto il titolo di Maestro internazionale nel 2017 e di Grande maestro nel 2019.

## Carriera
Nel 2017 in maggio è secondo con 7,5 /9, dietro a Tran Tuan Minh con 8 /9, nel campionato asiatico blitz U20 di Shiraz, davanti ad Alireza Firouzja e Moradi Amirmasoud con 7/ 9 ; in settembre vince a Patna il campionato indiano juniores U19 con 9,5 /11. Nel 2018 in aprile vince l'open di Katmandu con 7,5 /9, davanti a 9 Grandi maestri. Nel 2022 in marzo è =1°-3° con 8,5 /10 nell'open di Nuova Delhi con Arjun Erigaisi e Gukesh D (terzo per spareggio tecnico). In novembre è secondo al campionato asiatico con 6,5 punti su 9, distanziato di mezzo punto dal vincitore Rameshbabu Praggnanandhaa, suo connazionale e a pari merito con l'altro connazionale Baskaran Adhiban, verso il quale vantava un migliore spareggio tecnico.
Ha ottenuto il suo massimo rating FIDE in dicembre 2022, con 2 593 punti Elo.